# Citgo
Citgo Petroleum Corporation (ou Citgo) est une compagnie de statut américain et détenue par la PDVSA raffineur et distributeur vénézuélien d'essence, de lubrifiants et autres produits pétroliers et pétrochimiques.
L'entreprise compte trois raffineries et plusieurs milliers de stations essence aux États-Unis. En 2019, Washington a interdit à Citgo de verser de l’argent à sa maison mère en bloquant ses comptes bancaires aux États-Unis et Juan Guaido a promis de remplacer les dirigeants du raffineur.
Les États-Unis décident en 2019 de priver le Venezuela de ses actifs à l'étranger, confisquant notamment Citgo. Un juge américain engage en janvier 2021 la vente d'actions Citgo[réf. souhaitée].

## Raffineries
- Lake Charles
- Corpus Christi
- Lemont